# Юрі Улуотс
Юрі Улуотс (ест. Jüri Uluots; *1 (13) січня 1890 — †9 січня 1945) — естонський політик, Президент Естонії (1940), глава естонської держави в екзилі. Адвокат і журналіст. Останній прем'єр-міністр незалежної Естонії перед першою окупацією СРСР (1938—1940).

## Життєпис
Закінчив Санкт-Петербурзький університет (1910—1918). Викладав римське та естонське право в Тартуському університеті до 1944 включно.
Був також редактором газет Kaja (1919—1920) та Postimees (1937—1938).

### Політична діяльність
Депутат Рійгікогу 1920—1926 та 1929—1932 років. Посідав посаду прем'єр-міністра з 1938 по червень 1940 року. Після арешту більшовиками Президента Естонії Костянтина Пятса, став, відповідно до Конституції, новим Президентом. У цьому статусі Улуотса визнав світ — на противагу маріонетковому комуністичному уряду Естонії на чолі з Йоганнесом Варесом, який визнала нацистська Німеччина.
З встановленням німецької влади 1941 року, Улуотс відмовився очолити пронімецьку адміністрацію Естонії (її очолив Я. Мяе). Проте мав підкреслену довіру Берліна. На початку 1944 року таки закликав естонців взяти участь у боротьбі з більшовизмом у лавах Вермахту.
У вересні 1944 року, під час відступу Німецької армії, Улуотс сформував Уряд незалежної Естонії (на чолі з Отто Тіефом). Уряд працював за екстремальних умов, але зумів організувати радіозвернення англійською до вільного світу, випустити 2 номери «Державного вісника». Реальної влади не мав.
Разом із членами Уряду Отто Тіефа, Улуотс був евакуйований до Швеції.
Незабаром після прибуття до Стокгольму Улуотс раптово помер (1945). Повноваження глави Уряду в екзилі посів експрем'єр-міністр Аугуст Рей (член уряду Тіефа).
Уряд Естонії в екзилі діяв у Швеції до моменту передачі повноважень Президенту Естонії Леннарту Мері (1992).

### Сучасні оцінки
Сучасна естонська влада заперечує колабораціонізм Улуотса з німецької владою. Фактично, формування уряду Тіефа Президентом Улуотсом — відчайдушна спроба відновлення незалежності Естонії після відступу німецьких військ і до вторгнення 1944 року сталінських військових формувань.
Президент Естонії Тоомас Гендрік Ільвес, прем'єр-міністр Андрус Ансип 2007 року взяли участь у святковій учті на честь президента Улуотса та уряду Отто Тіефа.